# 世田谷区立千歳台小学校
世田谷区立千歳台小学校（せたがやくりつ ちとせだいしょうがっこう）は、東京都世田谷区千歳台4丁目にある区立小学校。本校と区立船橋希望中学校・区立船橋小学校・区立希望丘小学校・区立希望丘保育園・もみの木保育園希望丘・ひだまり保育園・キッズスマイル世田谷千歳台の8校園で、船橋希望学舎を構成する。

## 沿革
- 1979年（昭和54年） - 校舎・体育館・プール竣工[3]。
- 1980年（昭和55年）4月1日 - 開校。

## 学区
出典
- 千歳台（2丁目～5丁目）

## 進学先中学校
出典
- 世田谷区立船橋希望中学校

## 交通
- 京王バス「経02」・「丘22」・「歳23」及び小田急バス「歳20」・「歳21」の各系統で、「千歳台六丁目」停留所より、
  - 1番のりば（京王・「経02」系統「経堂駅行」・「丘22」・「歳23」の各系統「千歳船橋駅行」）・3番のりば（小田急・「成城学園前駅南口」行）、から、徒歩約490m・約8分（世田谷区道・「千歳台西交差点」経由）。
  - 2番のりば(京王)・4番のりば(小田急)（「千歳烏山駅北口」方面行）から、徒歩約480m・約8分（都道118号線経由）。
- なお、学校最寄り停留所として、小田急バス「歳22」系統が停車する「粕谷一丁目」停留所（徒歩約175m・約3分）があるが、土日朝8時台の1本のみ運行で、なおかつ希望ヶ丘団地周辺は循環運行となっている。

## 周辺
- 東京都道118号調布経堂停車場線
- 東京ガス
  - 粕谷ビル
  - 世田谷調圧所ガスタンク
  - 西部導管ネットワークセンター - 都道118号線をはさんで、敷地が隣接。
  - 世田谷天然ガススタンド
- 東京消防庁成城消防署千歳出張所 - 世田谷区道をはさんで、敷地が隣接。
- 世田谷区立希望丘北公園 - 世田谷区道をはさんで、敷地が隣接。
- ファミリーマート千歳台四丁目店
- 社会福祉法人世田谷共育会芦花の丘かたるば保育園
- 宗教法人東覚院東覚院千歳保育園 - 進級前幼稚園のひとつ
- 世田谷区立廻沢西公園
- セブンイレブン世田谷千歳台5丁目店
- 東京二十三区清掃一部事務組合
  - 千歳清掃工場
  - 粗大ゴミ中継所
- 東京都立蘆花恒春園
- 東京都道311号環状八号線
- 東京都動物愛護相談センター本所
- 東京女子体育大学付属保育園
- 世田谷区船橋公文書庫
- 希望ヶ丘スイミングクラブ
- 大東学園高等学校
- 世田谷区立千歳温水プール
- 世田谷区立希望丘公園
- このほか、中小規模のマンション・アパートなども点在する。